# Coelogyne usitana
Coelogyne usitana là một loài phong lan.

## Hình ảnh

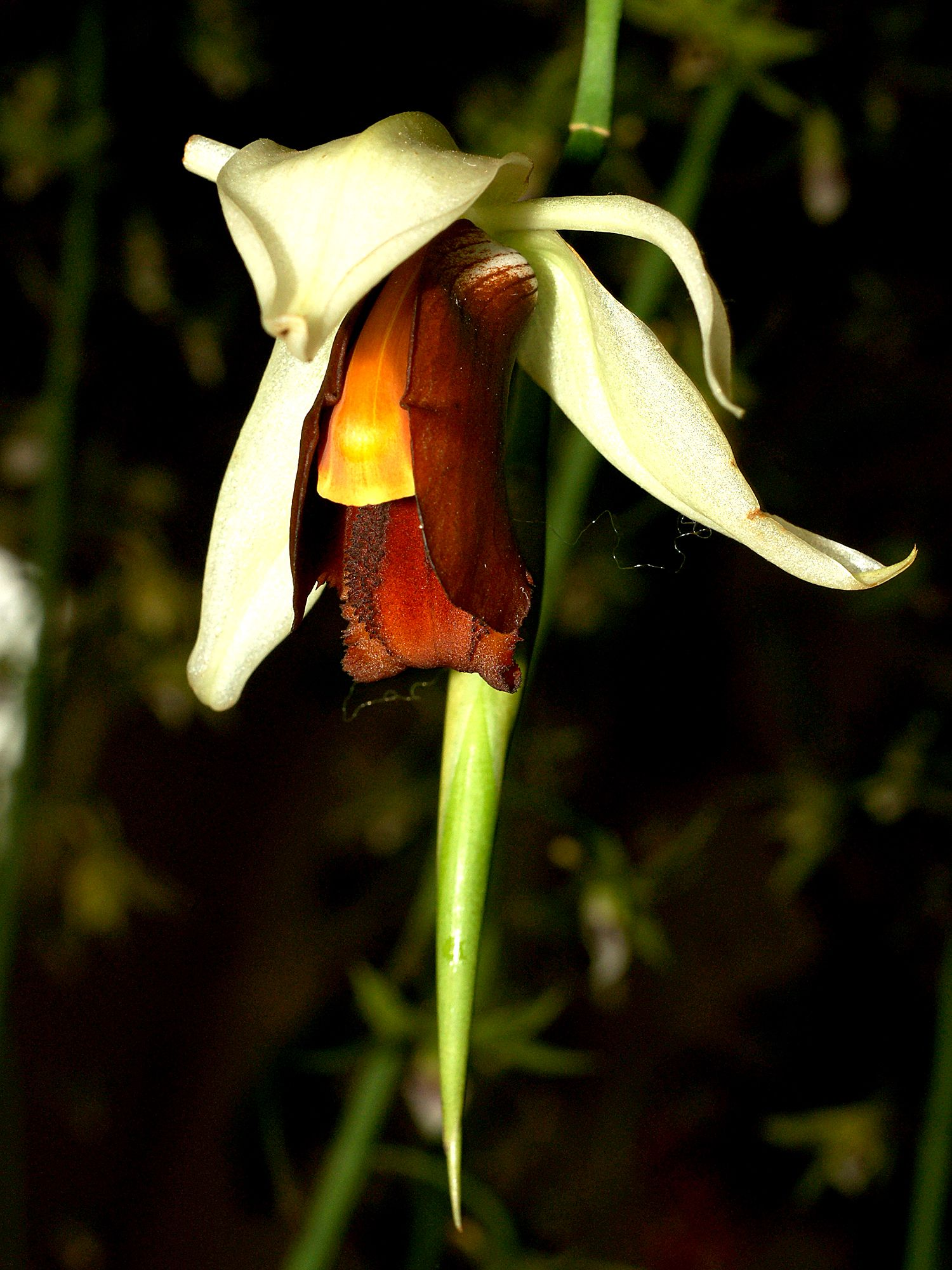
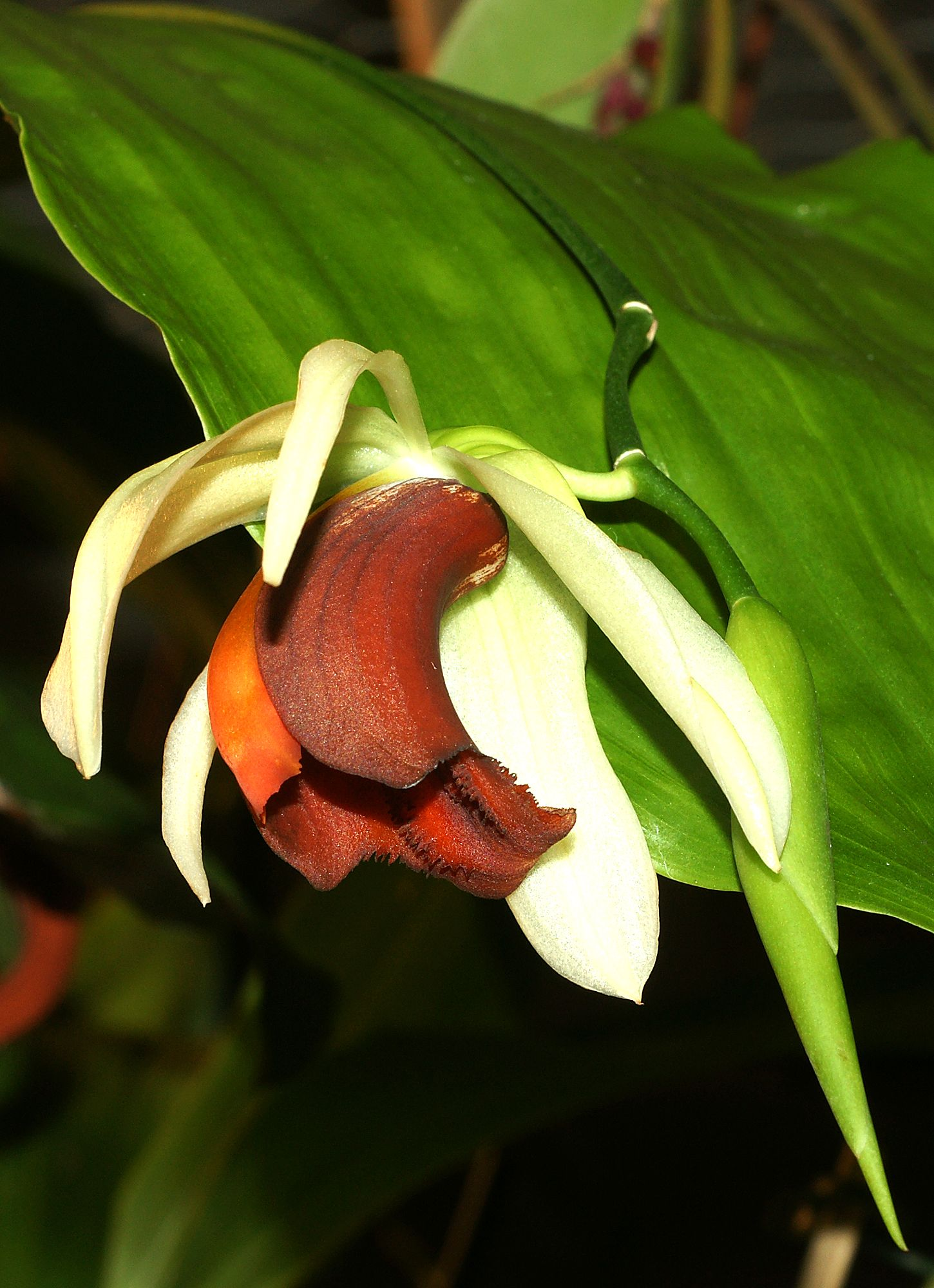
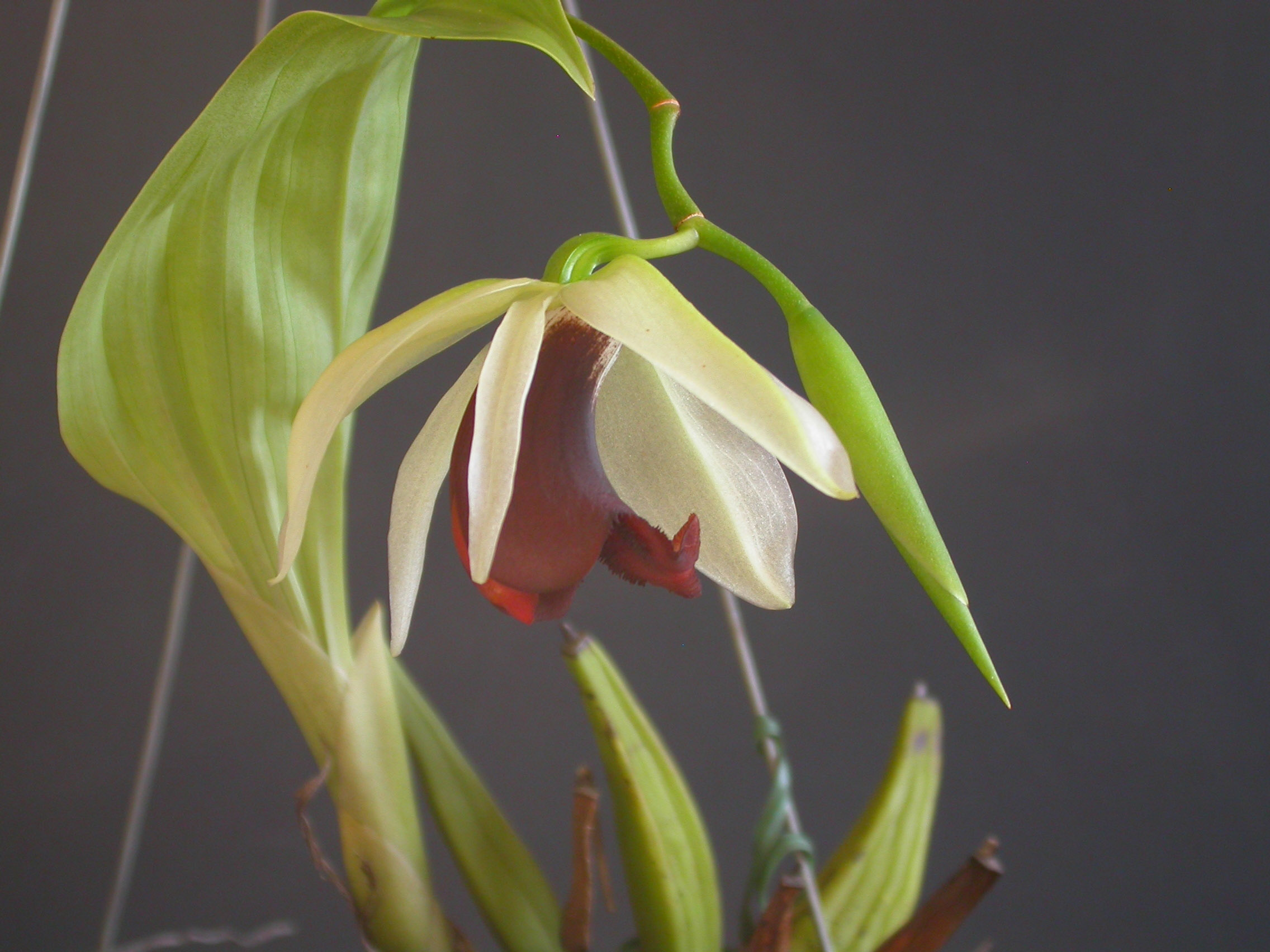